# ロジャー・マリス
ロジャー・ユージーン・マリス（Roger Eugene Maris, 1934年9月10日 - 1985年12月14日）は、アメリカ合衆国ミネソタ州ヒビング出身のプロ野球選手（外野手）である。右投左打。
1961年、それまでベーブ・ルースが34年間保持してきた年間最多本塁打記録を破ったことで知られる。2022年にアーロン・ジャッジに抜かれるまで61年間ア・リーグシーズン最多本塁打記録保持者だった。

## 経歴

### 少年時代
Roger Eugene Maras（後に名字をMarisに変更）はクロアチア移民の息子として米国ミネソタ州ヒビングに生まれる。ノースダコタ州グランドフォークスで育った彼は同州ファーゴのシャンリー高校に通い、野球を始めとするさまざまな競技で才能を発揮していった。
マリスは早い時期から個性的な一面を有しており、オクラホマ大学にアメリカンフットボールの選手としてスカウトされた際もバスから降り大学側からの出迎えがないのを見ると、失望したマリスはファーゴに帰ってしまった。

### MLB時代
1957年にクリーブランド・インディアンスでメジャーデビュー。翌年カンザスシティ・アスレチックスにトレードされ、1959年に虫垂手術で45試合欠場するものの自身初のMLBオールスターゲーム出場を果たす。
同年12月、7人もの選手とのトレードでニューヨーク・ヤンキースに移籍（この時の交換相手の一人にドン・ラーセンがいる）。当時のアスレチックスは実力選手を頻繁にヤンキースにトレードに出すことで知られ、マリスも例外ではなかった。
ヤンキースでの初めてのシーズンであった1960年は、ニューヨーク特有の辛辣なメディアからのプレッシャーを他所に大活躍の年となった。長打率・打点・長打でリーグ1位に輝き、本塁打数でも同僚のミッキー・マントルに1本差で続く2位であった。素晴らしい守備も評価され、ゴールドグラブ賞も受賞。同年のアメリカンリーグMVPに輝いた。

### ベーブ・ルース越え
1961年、アメリカンリーグは新規球団の加盟を認可し、それまでの8球団から10球団に増えた。これにより結果的にリーグ全体の投手の質は低下し、ヤンキースの本塁打数は記録的なペースで積み上げられていった。この年に撮られた有名な写真はミッキー・マントル、マリス、ヨギ・ベラら6人のヤンキース選手を並べたもので、最終的にはこの6人合計で207本もの本塁打を打った打線は「殺人打線（Murderer's Row）」として他球団の投手陣から恐れられた。
マリスがシーズン初本塁打を放った4月27日にMM砲の一方である4番打者マントルは既に7本を記録していたが、5月半ばにマリスが12試合で9本打ってから2人の本塁打競争は激化した（5月末の時点でマリス12本、マントル14本）。シーズンも半ばに入ると6人の中でもマリスかマントル、あるいは両者がルースの34年間保持してきた年間最多本塁打記録を更新する事は確実な情勢になってきていた。好意を持って報じられたマーク・マグワイアとサミー・ソーサによる1998年のシーズン最多本塁打記録争いとは異なり、当時のスポーツ記者は2人の不仲を騒ぎ立てるような記事を多く書き立てていった（ベラは後年のインタビューで両者の不仲を否定）。
ルースの記録はニューヨークの保守的記者にしてみればまさに「聖域」であった。また、その他にも当時のメディアは生え抜きで記者との関係も良好だったマントルを応援する風潮になっていたのに対しマリスは外様であり無口だったため「真のヤンキースの一員ではない」などの批判にさらされ、悪者扱いする人たちも少なからずいた。また、マリスの本塁打はヤンキー・スタジアムにおあつらえ向きのフェンスギリギリの低いライナーの当たりが多かったこと、また打率が2割7分前後と平凡だったことで「ルースの記録を破るにふさわしい人物ではない」との評判もあった。
そんなマリスを更に逆風が襲う。ルースの時代では154試合で60本を達成したのに対マリスの時には現行の162試合制であったことから、ルースのゴーストライターで当時MLBコミッショナーを務めていたフォード・フリックはルースの記録をマリスが154試合以内で破らない限り両者の記録は併記され、参考記録扱いになると発表した。その他にも「次打者がマントルであるため敬遠されることが少ないのでルースより有利な条件だ」という理由で、たとえマリスがルースの記録を数字の上で破ってもその記録は認めるべきでない、という意見もあったが、いずれもルースの記録を不可侵なものと認識する保守的なファンの苦しいこじつけであった。
40号、50号をマントルよりも早く達成し、迎えた154試合目の9月20日に59号を放つものの60号は打てず、9月26日に60号を記録した。10月1日にヤンキー・スタジアムでのシーズン最終戦対ボストン・レッドソックス4回裏にトレイシー・スタラードから第61号本塁打を放ち、記録更新を達成。しかし、この時の記憶は彼にとって決して好ましいものとはならなかった。記録達成が近づいたころからはホーム球場で本塁打を打っても地元ファンからブーイングを受けるという、前代未聞の屈辱と苦しみを受けさせられることとなった。後年インタビューでマリスはまるで自分が悪いことをやっているかのように報じられ、大変なストレスが溜まったと述べている。また、他のインタビューでは記録を破るどころか近づかない方がよかったのかも知れないとも語っている。当時のヤンキースファンは本塁打を打つたびに、明るく生還して大拍手のマントルを善玉、ニコリともしないマリスを悪玉として扱っていた。この1961年に初めてMM砲という言葉も生まれている。
同年は本塁打・打点の二冠王（打点はボルチモア・オリオールズのジム・ジェンタイルと同点）に輝き、2年連続となるアメリカンリーグMVPを受賞。

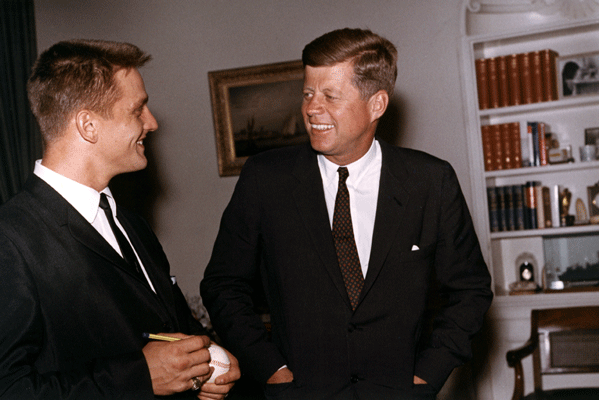
右：ジョン・F・ケネディ大統領のためにボールにサインをするマリス（1962年）

### その後
1962年に4年連続、そして最後となるオールスター出場を果たす。本塁打記録のイメージが強いため彼の守備能力は軽視されがちだが、同年のワールドシリーズ最終戦9回では同点適時打を防ぐ強肩ぶりを発揮しヤンキースの世界一に貢献する。
しかし、ケガがマリスの野球人生を以後4年間に渡って停滞させる。特に医者の診断ミスにより手の中の骨折が判明した際は1965年シーズンのほとんどを棒に振る結果となってしまった。また、その2年前に全国放送されていたミネアポリスでの試合でトンネルをした後に野次る観客に向け中指を立て、悪いイメージを米国中に植えつけてしまった。結局マリスは1966年シーズン終了後にヤンキースを去らざるを得なくなり、追われるようにセントルイス・カージナルスにトレードされた。
だが、愚直とも言われる中西部気質のマリスは都会にいた時とは異なりセントルイスのファンに暖かく受け入れられた。マリスも「ニューヨーク? あんなイヤなところはなかった。この町は最高にいいよ」と語っている。現役最後の2年間をセントルイスで過ごしたマリスは1967年と1968年のカージナルスのナショナルリーグ制覇に貢献し、その内の1967年にはプレーオフで打率.385を記録し、ワールドシリーズ制覇も達成。それらに感動した球団オーナーでビール会社アンハイザー・ブッシュのオーナーでもあったグッシー・ブッシュはマリスに引退後ビール配送業者としての第2の人生を斡旋した。
1968年8月7日にこのシーズン限りで引退することを表明した。8月30日から9月1日までの対ニューヨーク・メッツ3連戦でカージナルスはシェイ・スタジアムに乗り込んだ。マリスは初めの2試合には出場したが、9月1日の試合には相手が右投手だったにもかかわらず、出場しなかった。「英雄マリスのニューヨーク最後の試合」と電光掲示板が盛り立てている中で、マリスはダッグアウトの一番端に座ってフィールドを見つめたまま。この事について伊東一雄はマリス自身の口からよく「俺はニューヨークが大嫌いだ」と聞かされていたので、そのニューヨークに対する抵抗だったのではないかと推測している。

### 引退後

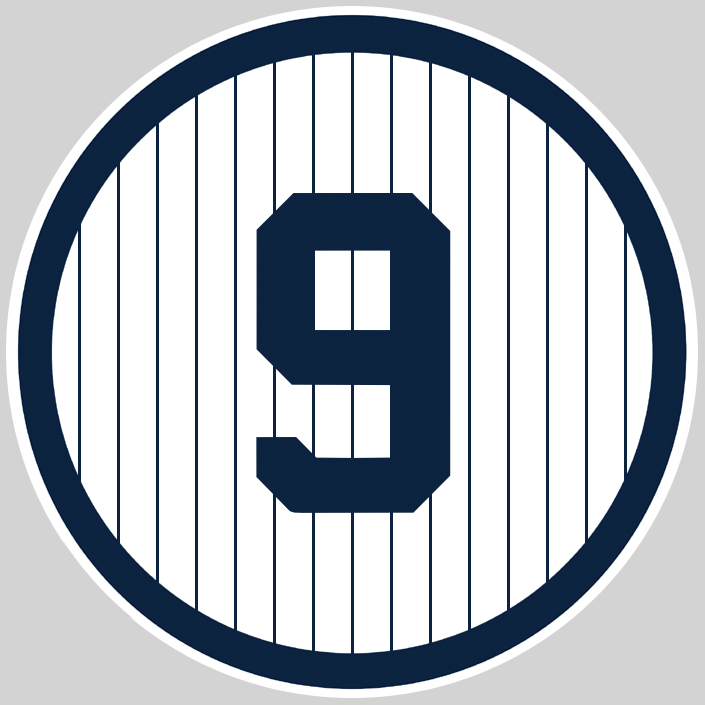
マリスのヤンキース在籍時の背番号「9」。
ニューヨーク･ヤンキースの永久欠番に1984年指定。

マリスは1983年に悪性リンパ腫と診断され、これをきっかけに癌の研究治療費の寄付を目的とした毎年恒例ロジャー・マリス有名人ゴルフ大会を立ち上げていた。
古巣ヤンキースは1984年7月21日にマリスのヤンキース在籍時の背番号『9』を永久欠番に指定し、ヤンキー・スタジアム左翼スタンド後方にあるモニュメント・パークにマリスの業績を称えるレリーフを設置。そこには「名選手であり、大リーグの歴史の中に最も印象深い章の一つを刻んだ筆者」との文字が書かれている。この欠番表彰式では、マリス自身は前述の腫瘍の闘病生活を送っていた最中での出場だった。
翌1985年12月14日にヒューストンで死去。51歳没。
1974年から1988年まで、資格喪失となる15年目まで連続で得票率5%以上をキープしてアメリカ野球殿堂の候補に挙がったが、最高は1988年の43.1%で選出ラインとなる75%を超えることができなかった。
1991年にマリスのシーズン61本塁打は公式記録に変更され、1998年に更新されるまでマリスの記録のみが記載され彼の死後、2001年にはマリスとマントルの本塁打記録への挑戦を描いた映画『61*』が公開。その中にはマリスが実際受けた嫌がらせの数々やストレスによる抜け毛が描写されている。マリス役はバリー・ペッパー。2005年、当時マリスを越える61本塁打以上を放った3選手（マグワイア、ソーサ、バリー・ボンズ）にアナボリックステロイド使用疑惑が浮上した際、ノースダコタ州議会はマリスの記録が正当な記録であると迫る文書をMLB機構に送った。
2022年、前述の通りマリスのアメリカンリーグ記録であるシーズン61本塁打は、ヤンキースの後輩にあたるアーロン・ジャッジが更新。そのジャッジの背番号は「99」であり、奇しくもマリスの現役時代の背番号「9」をふたつ重ねた奇遇ともいえた。なお、ジャッジは右打者であるため、現在もアメリカンリーグ左打者のシーズン最多記録である。

## その他

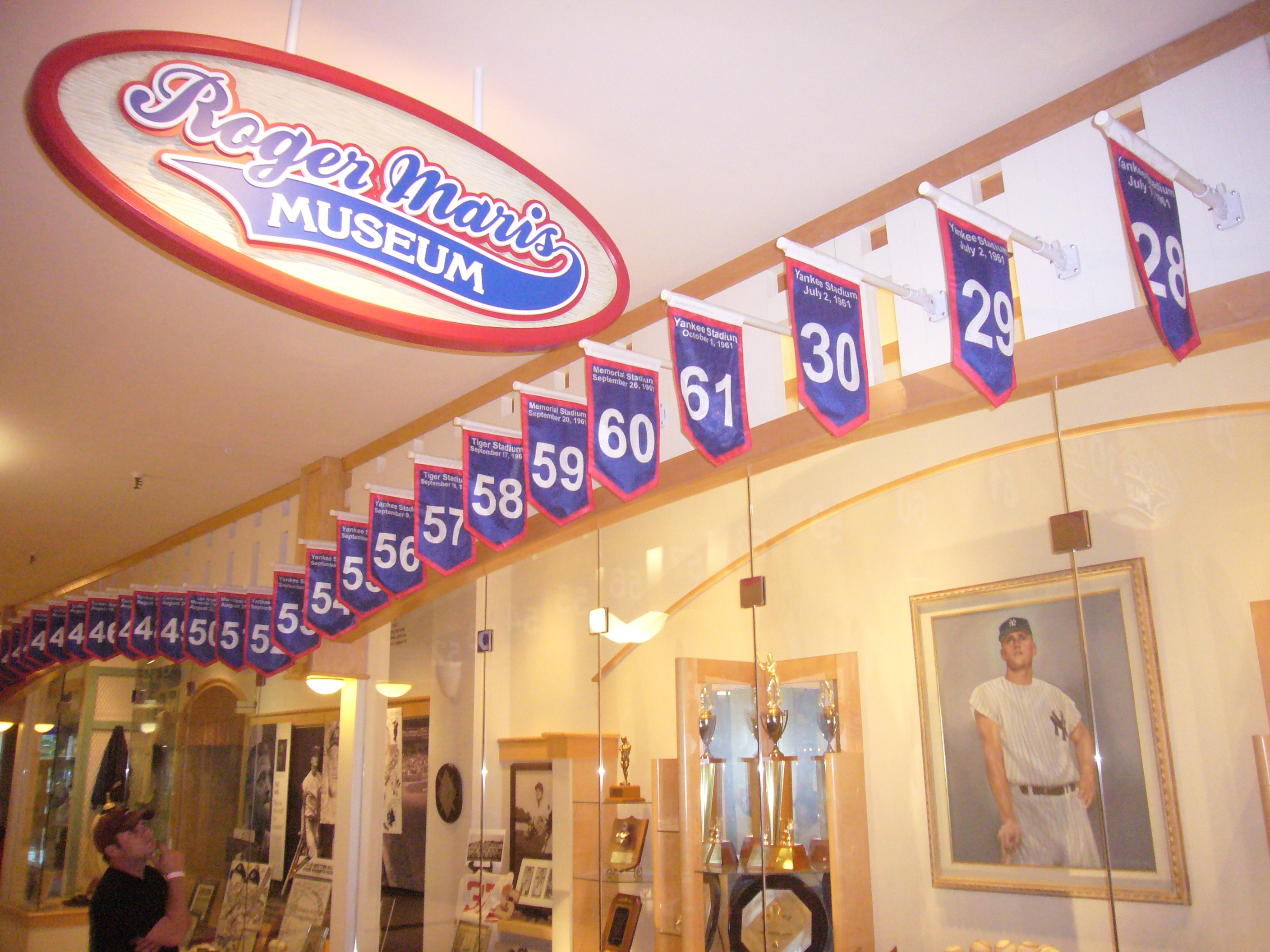
ファーゴにあるロジャー・マリス博物館

- 育ちの故郷であるノースダコタ州ファーゴでは依然英雄として人気が高く、マリスの名を冠する道路や博物館に癌センターなどが存在している。また、これらはマリスのアメリカ野球殿堂入りを果たそうとする動きの一部でもある。
- マリスは日本における県民栄誉賞に匹敵するノースダコタ州ラフライダー賞を授与されている。

## 詳細情報

### 年度別打撃成績
| 年 度      | 球 団      | 試 合 | 打 席 | 打 数 | 得 点 | 安 打 | 二 塁 打 | 三 塁 打 | 本 塁 打 | 塁 打 | 打 点 | 盗 塁 | 盗 塁 死 | 犠 打 | 犠 飛 | 四 球 | 敬 遠 | 死 球 | 三 振 | 併 殺 打 | 打 率 | 出 塁 率 | 長 打 率 | O P S |
| ---------- | ---------- | ----- | ----- | ----- | ----- | ----- | -------- | -------- | -------- | ----- | ----- | ----- | -------- | ----- | ----- | ----- | ----- | ----- | ----- | -------- | ----- | -------- | -------- | ----- |
| 1957       | CLE        | 116   | 424   | 358   | 61    | 84    | 9        | 5        | 14       | 145   | 51    | 8     | 4        | 3     | 2     | 60    | 5     | 1     | 79    | 6        | .235  | .344     | .405     | .749  |
| 1958       | CLE        | 51    | 202   | 182   | 26    | 41    | 5        | 1        | 9        | 75    | 27    | 4     | 2        | 0     | 3     | 17    | 2     | 0     | 33    | 0        | .225  | .287     | .412     | .699  |
| 1958       | KCA        | 99    | 435   | 401   | 61    | 99    | 14       | 3        | 19       | 176   | 53    | 0     | 0        | 2     | 2     | 28    | 1     | 2     | 52    | 2        | .247  | .298     | .439     | .737  |
| '58計      | KCA        | 150   | 637   | 583   | 87    | 140   | 19       | 4        | 28       | 251   | 80    | 4     | 2        | 2     | 5     | 45    | 3     | 2     | 85    | 2        | .240  | .294     | .431     | .725  |
| 1959       | KCA        | 122   | 498   | 433   | 69    | 118   | 21       | 7        | 16       | 201   | 72    | 2     | 1        | 0     | 4     | 58    | 5     | 3     | 53    | 4        | .273  | .359     | .464     | .824  |
| 1960       | NYY        | 136   | 578   | 499   | 98    | 141   | 18       | 7        | 39       | 290   | 112   | 2     | 2        | 1     | 5     | 70    | 4     | 3     | 65    | 6        | .283  | .371     | .581     | .952  |
| 1961       | NYY        | 161   | 698   | 590   | 132   | 159   | 16       | 4        | 61       | 366   | 141   | 0     | 0        | 0     | 7     | 94    | 0     | 7     | 67    | 16       | .269  | .372     | .620     | .993  |
| 1962       | NYY        | 157   | 687   | 590   | 92    | 151   | 34       | 1        | 33       | 286   | 100   | 1     | 0        | 1     | 3     | 87    | 11    | 6     | 78    | 7        | .256  | .356     | .485     | .840  |
| 1963       | NYY        | 90    | 351   | 312   | 53    | 84    | 14       | 1        | 23       | 169   | 53    | 1     | 0        | 1     | 1     | 35    | 3     | 2     | 40    | 2        | .269  | .346     | .542     | .887  |
| 1964       | NYY        | 141   | 584   | 513   | 86    | 144   | 12       | 2        | 26       | 238   | 71    | 3     | 0        | 1     | 2     | 62    | 1     | 6     | 78    | 7        | .281  | .364     | .464     | .828  |
| 1965       | NYY        | 46    | 186   | 155   | 22    | 37    | 7        | 0        | 8        | 68    | 27    | 0     | 0        | 1     | 1     | 29    | 1     | 0     | 29    | 4        | .239  | .357     | .439     | .795  |
| 1966       | NYY        | 119   | 391   | 348   | 37    | 81    | 9        | 2        | 13       | 133   | 43    | 0     | 0        | 0     | 4     | 36    | 3     | 3     | 60    | 8        | .233  | .307     | .382     | .689  |
| 1967       | STL        | 125   | 472   | 410   | 64    | 107   | 18       | 7        | 9        | 166   | 55    | 0     | 0        | 1     | 5     | 52    | 3     | 4     | 61    | 10       | .261  | .346     | .405     | .751  |
| 1968       | STL        | 100   | 340   | 310   | 25    | 79    | 18       | 2        | 5        | 116   | 45    | 0     | 0        | 1     | 4     | 24    | 3     | 1     | 38    | 3        | .255  | .307     | .374     | .681  |
| 通算：12年 | 通算：12年 | 1463  | 5846  | 5101  | 826   | 1325  | 195      | 42       | 275      | 2429  | 850   | 21    | 9        | 12    | 43    | 652   | 42    | 38    | 733   | 75       | .260  | .345     | .476     | .822  |

- 各年度の太字はリーグ最高

### タイトル
- 本塁打王：1回（1961年）
- 打点王：2回（1960年、1961年）

### 表彰
- シーズンMVP：2回（1960年、1961年）
- ゴールドグラブ賞：1回（1960年）

### 記録
- MLBオールスターゲーム選出：4回（1959年 - 1962年）